# Spermacoce
Spermacoce es un género con unas 275 especies de plantas con flores del orden Gentianales, familia Rubiaceae. Se encuentran en los trópicos y subtrópicos. Su mayor diversidad se encuentra en América, seguida por África, Australia y Asia.

## Descripción
Las especies son hierbas o pequeños arbustos con flores pequeñas y medianas, de cuatro lóbulos  dispuestas en inflorescencias capitadas. Algunas tienen un cáliz de colores brillantes y llaman la atención, en particular las especies australianas. La corola es de color variable, a menudo blanco, pero también con todos los matices de azul, rosa y marrón. El fruto es generalmente una cápsula, a veces un esquizocarpo o nuez.

## Taxonomía
Spermacoce fue descrita por Carlos Linneo y publicado en Species Plantarum 1: 102, en el año 1753. La especie tipo es: Spermacoce tenuior L.

## Especies más conocidas
- S. alata
- S. confusa
- S. latifolia
- S. princeae
- S. prostata
- S. remota
- S. verticillata